# Reitan Retail
Reitan Retail AS er et norsk handels- og fødevarevirksomhed og et datterselskab til Reitan AS. De har 3.843 forretninger og ca. 42.000 ansatte i syv lande og i 2021 var deres butiksomsætning på 104 mia. norske kroner.

## Forretningsområder
Reitan Retail består af fire forretningsområder: REMA 1000 Norge, REMA 1000 Danmark, Reitan Convenience og Uno-X Mobility. 
- REMA 1000 Norge og REMA 1000 Danmark driver franchisebaseret dagligvarehandel. Siden første Rema-butik blev åbnet i 1979, har de i dag over 1000 butikker i Norge og Danmark.
- Reitan Convenience driver kiosker og nærbutikker i Norden og Baltikum. Forretningsområdet omfatter Narvesen i Norge, Letland og Litauen, Pressbyrån i Sverige, 7-Eleven i Norge, Sverige og Danmark, YX 7-Eleven i Norge, R-kioski i Finland, R-kiosk i Estland, Lietuvos Spauda i Litauen, Northland i Norge og Caffeine i Latvia, Estland, Litauen, Norge og Danmark.
- Uno-X Mobility driver tankstationkæderne Uno-X, YX, YX 7-Eleven og YX Truck.[3]

## Historie
Ole Reitan og Margit Reitan åbnede i 1948 deres første butik O. Reitan Kolonial i Trondheim. Deres søn, Odd Reitan, hentede inspiration til franchisedrift i Tyskland og åbnede den første REMA 1000-butik i 1979.